# Partido Progresista (Spanien)
Der Partido Progresista (deutsch „Fortschrittliche Partei“) war eine politische Vereinigung im Spanien des 19. Jahrhunderts. Sie entstand 1834 als radikal-liberale Oppositionsgruppierung gegen die Herrschaft der Regentin Maria Christina von Sizilien und spaltete sich während der Restauration nach dem Scheitern der Ersten Republik 1874 in verschiedene linksliberale Gruppierungen auf.
Die in ihr vereinten politischen Kräfte werden auch als Exaltados (dt. „Radikale“) oder Veinteañistas (dt. „Zwanziger“, nach der Revolution von 1820) genannt. Der politische Konflikt zwischen den progressiven Liberalen und den in der Gemäßigten Partei (Partido Moderado) organisierten Moderados (dt. „Gemäßigte“') oder Doceañistas (dt. „Zwölfer“, nach 1812, dem Jahr der Restauration Ferdinand VII. nach den Napoleonischen Kriegen), die später in der Konservativen Partei aufgingen, war für die politische Landschaft im Spanien des 19. Jahrhunderts prägend.
Die Fortschrittlichen befürworteten die Aufstellung einer bürgerlichen Nationalgarde (Milicia Nacional) und die Einrichtung von Volks- oder Geschworenengerichten (jurados populares), sie vertraten die Idee der Volkssouveränität, kämpften für eine Abänderung des Zensuswahlrechts hin zu einem allgemeinen Männerwahlrecht und waren Anhänger einer strikten Trennung von Kirche und Staat (Laizismus). Die Gemäßigten vertraten entgegengesetzte Standpunkte und standen unter anderem für eine Aufteilung der Souveränität zwischen Krone und Volk, für gute Beziehungen zur Kirche und für eine Beibehaltung oder sogar weitere Verschärfung des Zensuswahlrechts.
Die Fortschrittlichen verteidigten die Herrschaft Isabellas II., die liberalen Reformen gegenüber aufgeschlossener war, gegen die Ansprüche des reaktionären Thronprätendenten Don Carlos und der nachfolgenden karlistischen Thronanwärter. Da die Unterstützung für Isabella II. es erforderte, sich gegenüber der Königinmutter und Regentin Maria Christina von Sizilien, die dem politischen Reformprogramm des Liberalismus vielfältige Widerstände entgegensetzte, immer wieder kompromissbereit zu zeigen, verwickelte sich die Partei häufig in politische Widersprüche, Flügelkämpfe und Konflikte mit noch radikaleren Liberalen oder antimonarchischen, republikanischen Kräften.
Zu den wichtigsten Führern der Progressiven gehörten die Generäle Juan Prim und Baldomero Espartero.